# Uramya sibinivora
Uramya sibinivora là một loài ruồi trong họ Tachinidae.